# Phronia abreui
Phronia abreui är en tvåvingeart som först beskrevs av Landrock 1927.  Phronia abreui ingår i släktet Phronia och familjen svampmyggor.
Artens utbredningsområde är Kanarieöarna. Inga underarter finns listade i Catalogue of Life.